# 야히코촌
야히코촌(일본어: 弥彦村)은 일본 니가타현 니시칸바라군의 촌이다. 에치고의 이치노미야, 이야히코 신사의 몬젠마치였고 야히코산과 야히코 온천을 중심으로 관광객이 많이 방문한다. 야히코 경륜장은 일본에서 유일하게 촌이 경영하는 것으로 유명하다.

## 인접한 자치체
- 니가타시(니시칸구)
- 쓰바메시
- 나가오카시

## 역사
- 1889년 4월 1일 - 정촌제 시행으로 야히코촌, 사쿠라이고촌, 야사쿠촌이 성립하였다.
- 1901년 11월 1일 - 구 야히코촌, 사쿠라이고촌, 야사쿠촌이 합병해 새로운 야히코촌이 되었다.
- 1951년 4월 1일 - 오아자 야사쿠의 일부, 하마쿠비의 일부가 요시다정에 분할 편입되었다.

## 교통

### 철도
- 동일본 여객철도 야히코선